# Anhorn (Bad Wurzach)
Anhorn ist ein Gemeindeteil auf der Gemarkung Hauerz der Stadt Bad Wurzach im baden-württembergischen Landkreis Ravensburg in Deutschland.

## Geografie
Anhorn liegt geografisch auf halber Strecke zwischen Aitrach und Hauerz, etwa 600 Meter nordöstlich von Steinental. Nur 300 Meter südlich von Anhorn entspringt der Katzenbuckelbach, ein Zufluss des Schmiddisbachs. Der Schmiddisbachs wiederum fließt rund 600 Meter östlich an Anhorn vorbei. Im Westen fließt der Steinentalgraben in etwa 450 Metern Entfernung an Anhorn vorbei.
Das Gebiet liegt ca. 11 km nordöstlich vom Stadtkern.

## Geschichte
Der Ort Anhorn gehörte bis 1676 zu ehemalige Herrschaft Marstetten an.